# Konstantínos-Iraklís Ísychos
Konstantínos-Iraklís Ísychos (en grec moderne : Κωνσταντίνος-Ηρακλής Ήσυχος), né le 27 septembre 1957 à Quilmes (en Argentine), est un homme politique grec.

## Biographie
Aux élections législatives grecques de janvier 2015, il est élu député au Parlement hellénique sur la liste de la SYRIZA dans la deuxième circonscription d'Athènes.
Le 21 août 2015, il quitte la SYRIZA avec vingt-quatre autres députés dissidents pour créer Unité populaire.